# Höfen (Dingolfing)

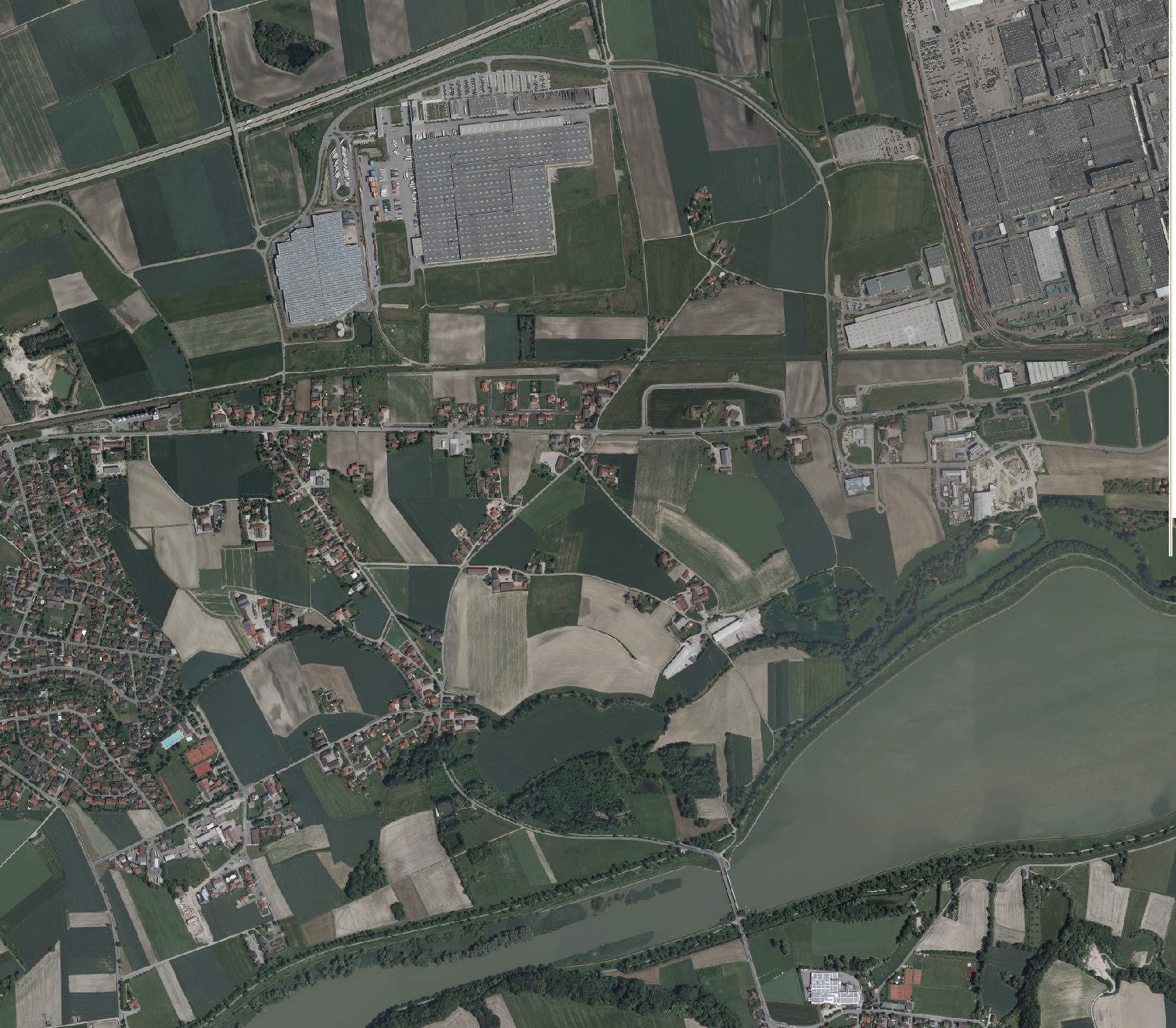
Orthofoto von Höfen und Umgebung
(abgerufen im Mai 2012 vor Bebauung des Baugebiets)

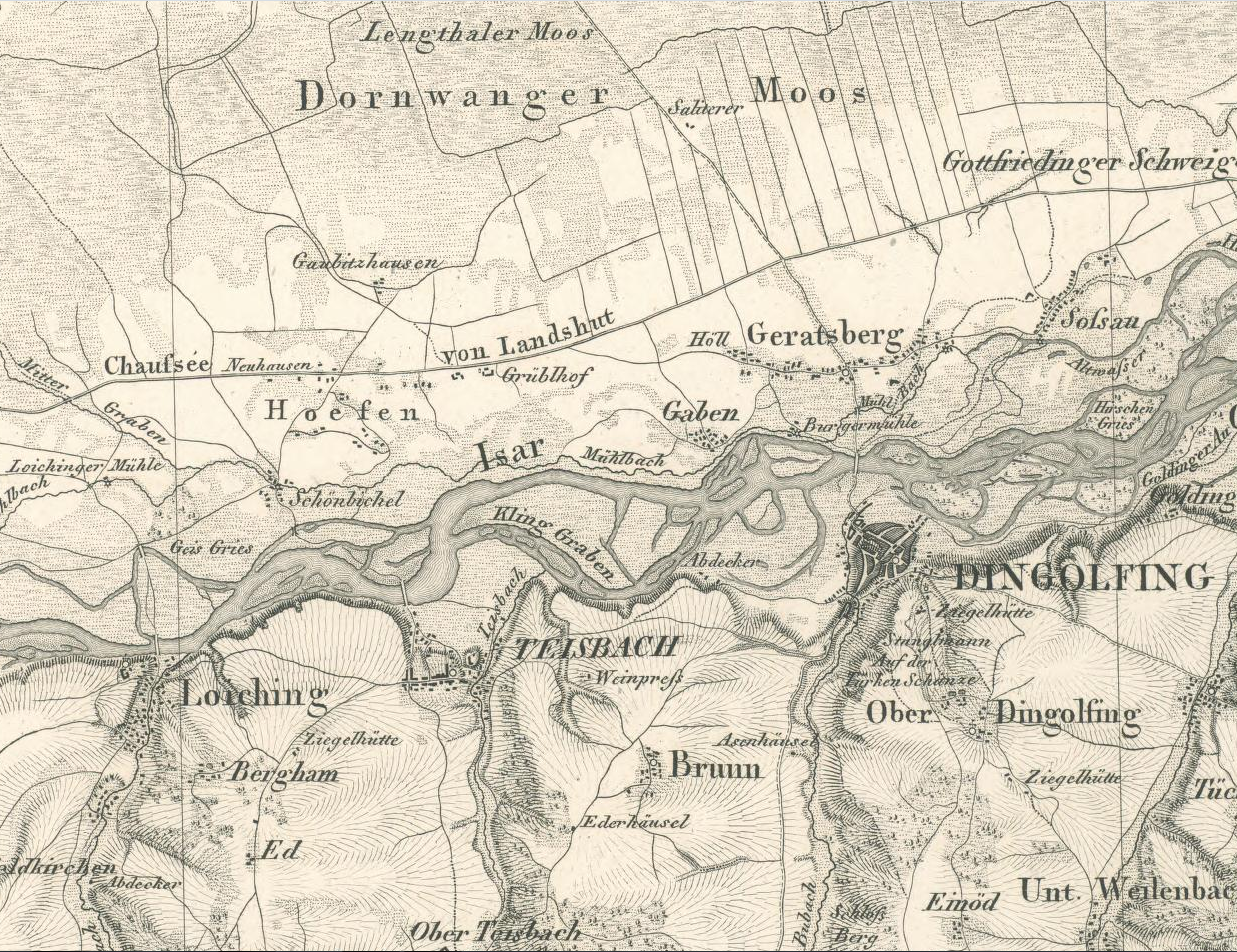
Karte von 1835 mit Höfen, Schönbichel (Schönbühl), Gaubitzhausen, Grüblhof und dem heute nicht mehr bekannten Neuhausen. Vom Nachbarort Kronwieden ist außer der Loichinger Mühle noch nichts zu sehen.

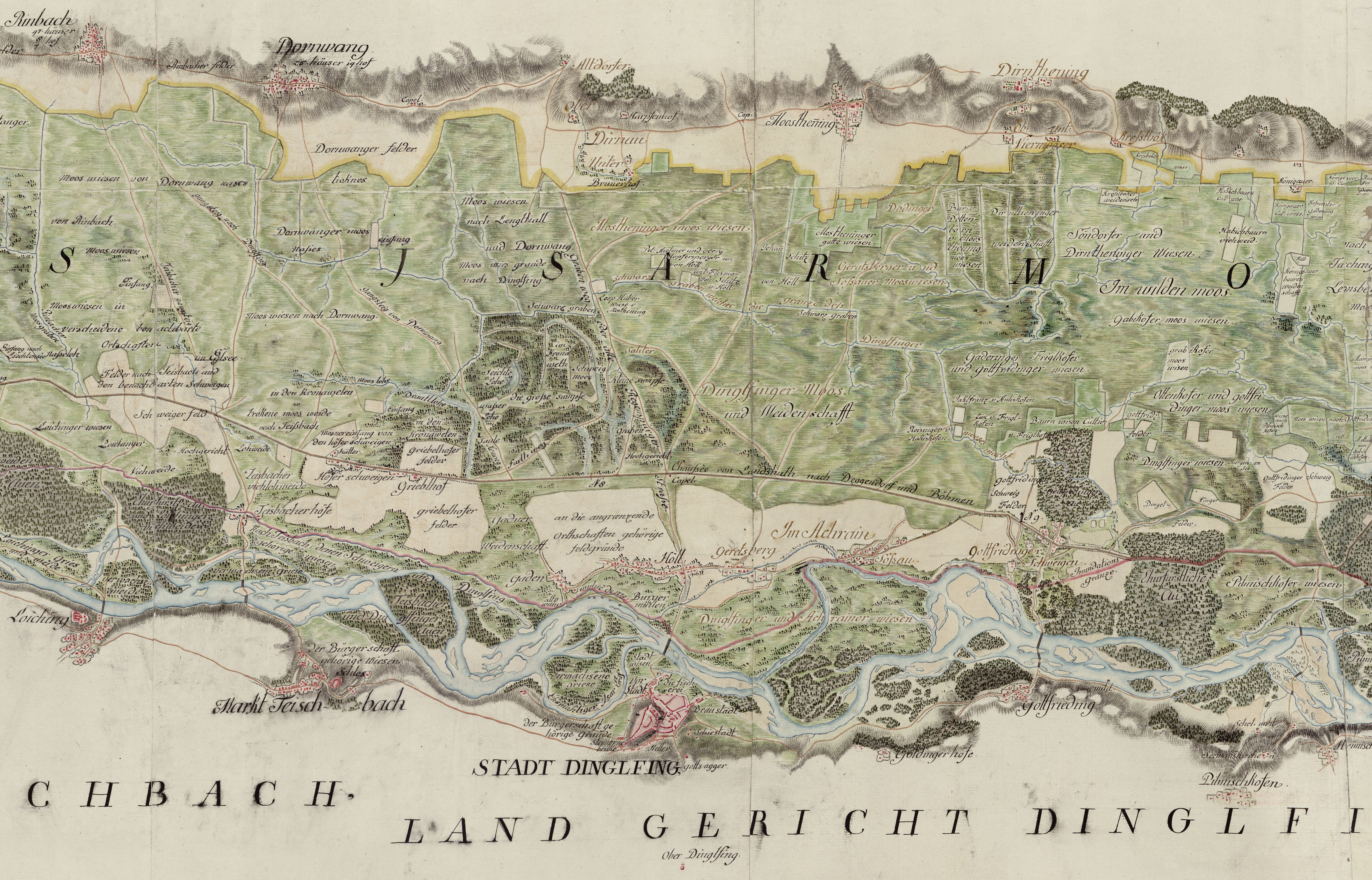
Adrian von Riedls Karte von 1802 mit Teisbacherhöfe und Höfer schweigen, sowie dem Grieblhof

Höfen ist ein Gemeindeteil der Kreisstadt Dingolfing und liegt in der Gemarkung Teisbach. Früher war Höfen ein Dorf des Marktes Teisbach, der am 1. Januar 1972 im Zuge der Gebietsreform in Bayern in die Stadt Dingolfing eingemeindet wurde.

## Geographie
Im Süden schließt sich das Dorf Schönbühl an, und im Nordosten liegt der Weiler Gaubitzhausen. Die drei Gemeindeteile liegen in einem engen räumlichen Zusammenhang im ländlichen Bereich im Isartal links der Isar. Die im Westen gelegene Siedlung Kronwieden gehört zur Gemeinde Loiching. Die Gemeindegrenze verläuft teilweise mitten durch bebautes Gebiet. So grenzen die Anwesen am westlichen Ende des Bachwegs (Hausnummern 42 und 43) direkt an die Anwesen des Veilchenwegs in Kronwieden. Das Anwesen an der Hauptstraße 2 grenzt an die Anwesen der Poststraße in Kronwieden. Die Gemeindegrenze durchschneidet das Betriebsgelände der BayWa an der Hauptstraße 7. Ansonsten grenzen die offenen Fluren Höfens an das inzwischen bis an die Gemeindegrenze bebaute Kronwieden.
Zum Stichtag 30. Juni 2011 hatte das Dorf laut Melderegister der Stadt Dingolfing 390 Einwohner mit Hauptwohnsitz und 18 mit Nebenwohnsitz. Mit der Fertigstellung des Wohnbaugebiets Höfen II mit 105 Parzellen wurde mit einem Zuwachs von rund 315 Einwohnern gerechnet. Nach Fertigstellung und Bezug der meisten neuen Wohngebäude sieben Jahre später, zum Stichtag 30. Juni 2018, betrug die Einwohnerzahl mit Hauptwohnsitz bereits 755 (18 Nebenwohnsitz).
Die neuen Gebäude tragen nach dem Vorschlag des Bauausschusses die Straßenanschrift Im Unteren Moosfeld.
Im Südosten des Dorfes liegt ein Baggersee, der örtlich unter dem Namen Birkensee bekannt ist.
Die A 92 verläuft an der Nordgrenze des ehemaligen Gemeindegebiets. Beim BMW-Dynamikzentrum, wo die DGF-16 über die A 92 führt, wurde der dritte Autobahnanschluss der Stadt Dingolfing bzw. der erste im ehemaligen Gemeindegebiet am 9. Dezember 2014 dem Verkehr übergeben. Bereits vorher wurde die DGF-16 nach Norden Richtung Dornwang zurückgebaut, bzw. rund 1500 Meter nach Osten über den Kreisverkehr beim Grüblhof verlegt. Der nur mit Blinklichtern versehene, unbeschrankte Bahnübergang in Höfen wurde für den Durchgangsverkehr gesperrt. Die ursprünglich beabsichtigte Beseitigung aber wird wegen des landwirtschaftlichen Verkehrs nicht durchgeführt.

## Geschichte
Historisch entwickelte sich Höfen aus zwei bäuerlichen Ansiedlungen, von denen die westliche und ursprünglich kleinere, Teisbacherhöfe, dem Markt Teisbach zugeordnet war, während die östliche und ältere im Bereich des heutigen Schwalbenwegs, Höfer Schweigen, bei der Gemeindebildung im Jahr 1818 der Gemeinde Loiching zugeschlagen wurde. Die Grenze der beiden Dörfer verlief etwa entlang der heutigen Lerchenstraße. Erst am 1. Januar 1946 kam es durch die Eingliederung des Loichinger Teils (zusammen mit Schönbühl und Gaubitzhausen) in den Markt Teisbach zur Aufhebung der kommunalen Grenze sowie auch der Gemarkungsgrenze innerhalb Höfens. Bis zu diesem Zeitpunkt bildete das Teisbacher Dorf Höfen eine 170 Hektar große Enklave, die vollständig von Loichinger Gemeindegebiet umgeben war.
Das heutige Dorfgebiet links (nördlich) des Längenmühlbachs wurde seit Jahrhunderten als Weidegebiet genutzt. Bauern des Marktes Teisbach hatten dort schon im Spätmittelalter Weiderechte. Ackerbau und damit zunehmend Viehhaltung mit Stallfütterung begann dort erst gegen Ende des 18. Jahrhunderts.
In einer Aufstellung des Güterbestandes des Landgerichts Teisbach im Jahre 1752 taucht Höfen als einziger Ort der Obmannschaft Höfen in Schwaigen auf, eine von sechs Obmannschaften des Amtes Teisbach. Die später separat nachgewiesenen Orte Schönbühl und Gaubitzhausen waren also unter Höfen subsumiert, ebenso das auch heute noch zur Gemeinde Loiching gehörige Kronwieden, das noch in der Besitzfassion von 1809 noch zu Höfen gehörte und erst im Gemeindeverzeichnis von 1840 als eigener Ortsteil verzeichnet wurde. Der Ort bzw. die Obmannschaft schloss auch den Grüblhof (Wirtshaus am Grieblhof) ein, der später ebenfalls als separater Gemeindeteil geführt wurde, zu dem die Rostmühle (später auch als Mosermühle bekannt) gehörte. Diese Aufstellung wies insgesamt 16 Anwesen unterschiedlicher Größe nach, davon vier unter fremder Jurisdiktion (Hofmark Warth). Der Ort ist auf Adrian von Riedls Karte von 1802 als „Höfer schweigen“ mit dem „Grieblhof“ verzeichnet.
Schönbühl taucht in der Aufstellung als Achtelanwesen „Kurf. Kasten Teisbach (Müller auf der Schönbichlmühle)“ auf. Das Gebiet dieser Obmannschaft Höfen in Schwaigen wurde 1818 bei der Gemeindebildung der Gemeinde Loiching zugeschlagen. Neun der zwölf Anwesen der Obmannschaft trugen Hofnamen, die endeten auf *schwaige, auch wenn die einzelnen Anwesen nicht exakt verortbar sind: Schererschwaige, Kanzlerschwaige, Hansenschwaige, Dräxlerschwaige, Demblschwaige, Räckerschwaige, Rohrerschwaige, Wörtherschwaige und Moosschwaige. Die übrigen drei Anwesen waren der vorgenannte Müller auf der Schönbichlmühle (Schönbühl), das Wirtshaus am Grieblhof (Grüblhof) und das Auhäusl. Räckerschwaige und Wörtherschwaige wurden als „Zubau zum Wirt“ qualifiziert.
Der schon länger als Exklave zum Markt Teisbach gehörende gleichnamige Weiler Höfen bestand nach dieser Aufstellung von 1752 nur aus vier Anwesen. Drei Anwesen waren je 1/8 (Fischersölde, Furtnersölde, Eberlsölde), und eines 1/16 (Weberhäusl). Der Weiler ist auf Adrian von Riedls Karte von 1802 als „Teisbacherhöfe“ verzeichnet.
Bei Hazzi (1808) taucht Höfen im Amt Teisbach mit 17 Häusern und ebenso vielen Herdstellen auf. Dabei wird angemerkt, dass sich in dem Dorf „drei Mühlen“ befinden.
Im Topographisch-Statistischen Handbuch für den Isarkreis im Königreich Baiern von 1825 befinden sich folgende Einträge, die Höfen (nur innerhalb der Gemeinde Loiching) betreffen, sowie die zu anderen Zeitpunkten unter Höfen subsumierten Ortschaften:
- Höfen (119 Einwohner in 23 Häusern)
- Grüblhof (12 Einwohner in 1 Haus)
- Schönbichl (6 Einwohner in 1 Haus)

Im bayerischen Ortsverzeichnis von 1831/1832 taucht innerhalb des damaligen Landgerichts Vilsbiburg Höfen nur einmal auf: „Dorf des Ldg. Vilsbiburg und der Pfr. Loiching, 2 1/4 Std. von Wörth. Es besteht aus 23 H. mit 120 E. und liegt an der Isar.“ In diesem Werk sind Gaubitzhausen (als Einöde) und Schönbühl (als Einöde Schönbichel mit 6 Einwohnern) separat gelistet. Ebenso taucht der 1946 in die Stadt Dingolfing eingemeindete Grüblhof auf: G„rübelhof: Einöde an der Straße von Landshut nach Deggendorf unweit unweit Loiching, im Ldg. Vilsbiburg. Sie enthält 12 E. und liegt 2 1/2 St. von Wörth.“ Ebenso aufgeführt ist Neuhausen: „Einöde an der Straße von Landshut nach Deggendorf, unweit Teisbach und Loiching, im Ldg. Vilsbiburg, 2 1/8 Std. von Wörth.“ Dieser Ort, der auch auf historischen amtlichen Karten nördlich der Straße von Landshut nach Deggendorf (der heutigen Hauptstraße bzw. Staatsstraße 2074) und westlich der heutigen Lerchenstraße eingezeichnet ist, taucht in späteren amtlichen Ortsverzeichnissen nicht mehr auf und ist heute als Ortsbezeichnung unbekannt. Unmittelbar westlich davon wurde das Baugebiet Höfen I mit 35 Wohneinheiten ausgewiesen.
Auch die Matrikel des Bistums Regensburg von 1838 listet Höfen unter den zur damaligen Expositur Teisbach gehörigen Orten nur einmal auf, offensichtlich unter Einbeziehung von Schönbühl und Gaubitzhausen, da diese dort nicht auftauchen: „Höfen oder Teisbacher-Schwaigen“, 23 Häuser, 144 Seelen.
Das erste amtliche Ortschaftenverzeichnis Bayerns zum Stand 1875 dagegen trennte nach Gemeindezugehörigkeit: „Das Dorf Höfen der Gemeinde Loiching (71 Gebäude, 116 Einwohner, sowie separat gelistet die Weiler Gaubitzhausen und Schönbühl mit 11 Gebäuden und 14 Einwohnern bzw. 5 Gebäuden und 15 Einwohnern)“, sowie „der Weiler Höfen des Marktes Teisbach (23 Gebäude, 67 Einwohner)“.
Die Eingliederung des bislang zu Loiching gehörigen Teils von Höfen sowie der Gemeindeteile Schönbühl und Gaubitzhausen in den damaligen Markt Teisbach zum Stichtag 1. Januar 1946, die das Gemeindegebiet von Teisbach arrondierte und die Exklaveneigenschaft des Teisbacher Ortsteils Höfen aufhob, ist erstmals im Amtlichen Ortsverzeichnis von 1950 reflektiert (Höfen 415 Einwohner in 67 Wohngebäuden, Weiler Gaubitzhausen 25 Einwohner in 6 Wohngebäuden und Dorf Schönbühl 88 Einwohner in 14 Wohngebäuden).
Die Freiwillige Feuerwehr Höfen hat sich im Laufe der Zeit zu einer Stützpunktfeuerwehr entwickelt. Es werden Funktionen im Brand- und Katastrophenschutz im gesamten Landkreis Dingolfing-Landau übernommen.

## Baudenkmäler
Die Wegkapelle bei Hausnummer 49 an der Nordseite der Hauptstraße (Staatsstraße 2074), örtlich nach dem Eigentümer auch als Ernst-Kapelle bekannt, ist eines der drei denkmalgeschützten Bauwerke Höfens. Der kleine Satteldachbau mit Fassadengliederung stammt aus der zweiten Hälfte des 19. Jahrhunderts. Bis vor wenigen Jahrzehnten wurden dort regelmäßig Maiandachten abgehalten.

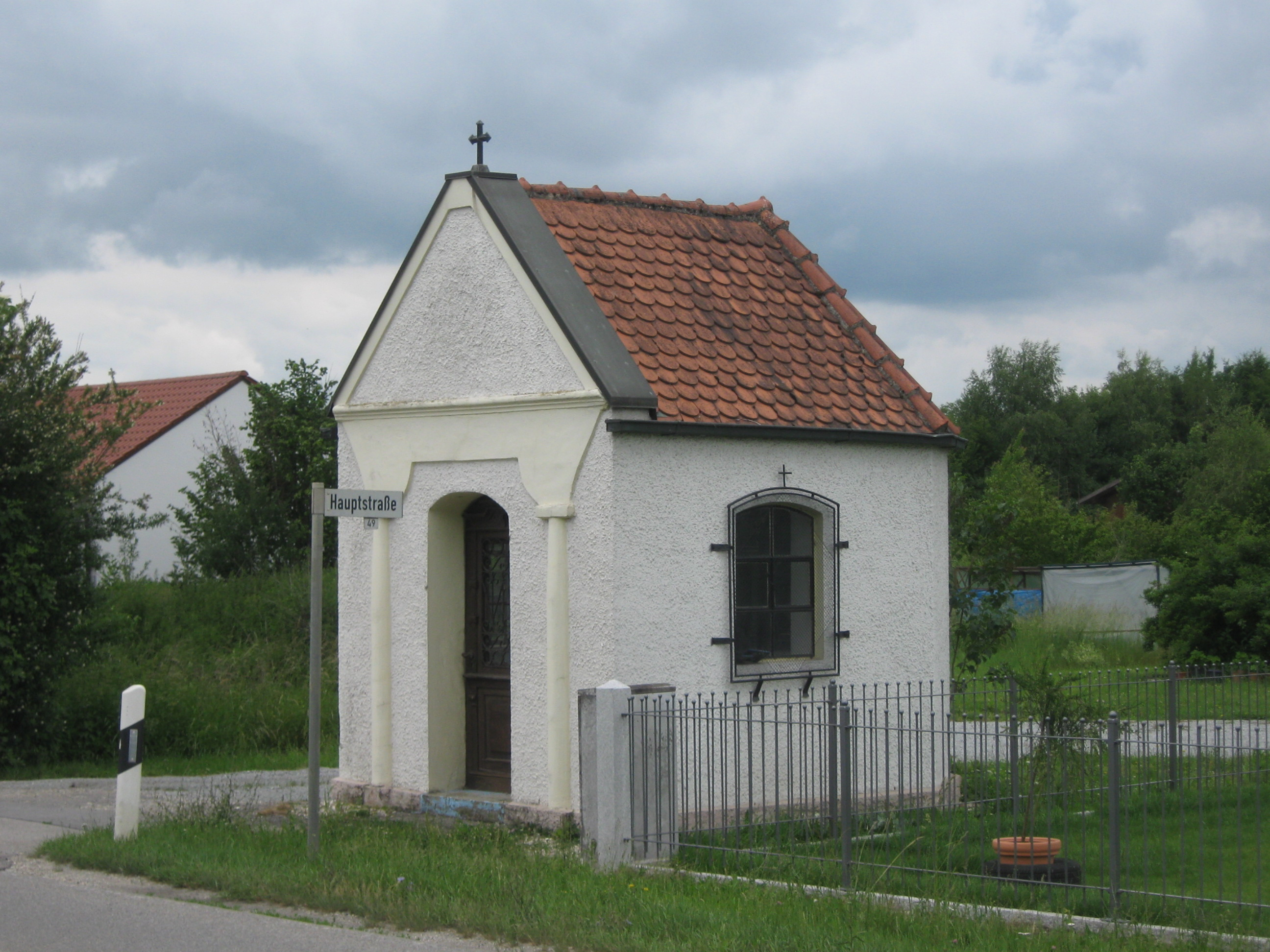
Kapelle von Südosten
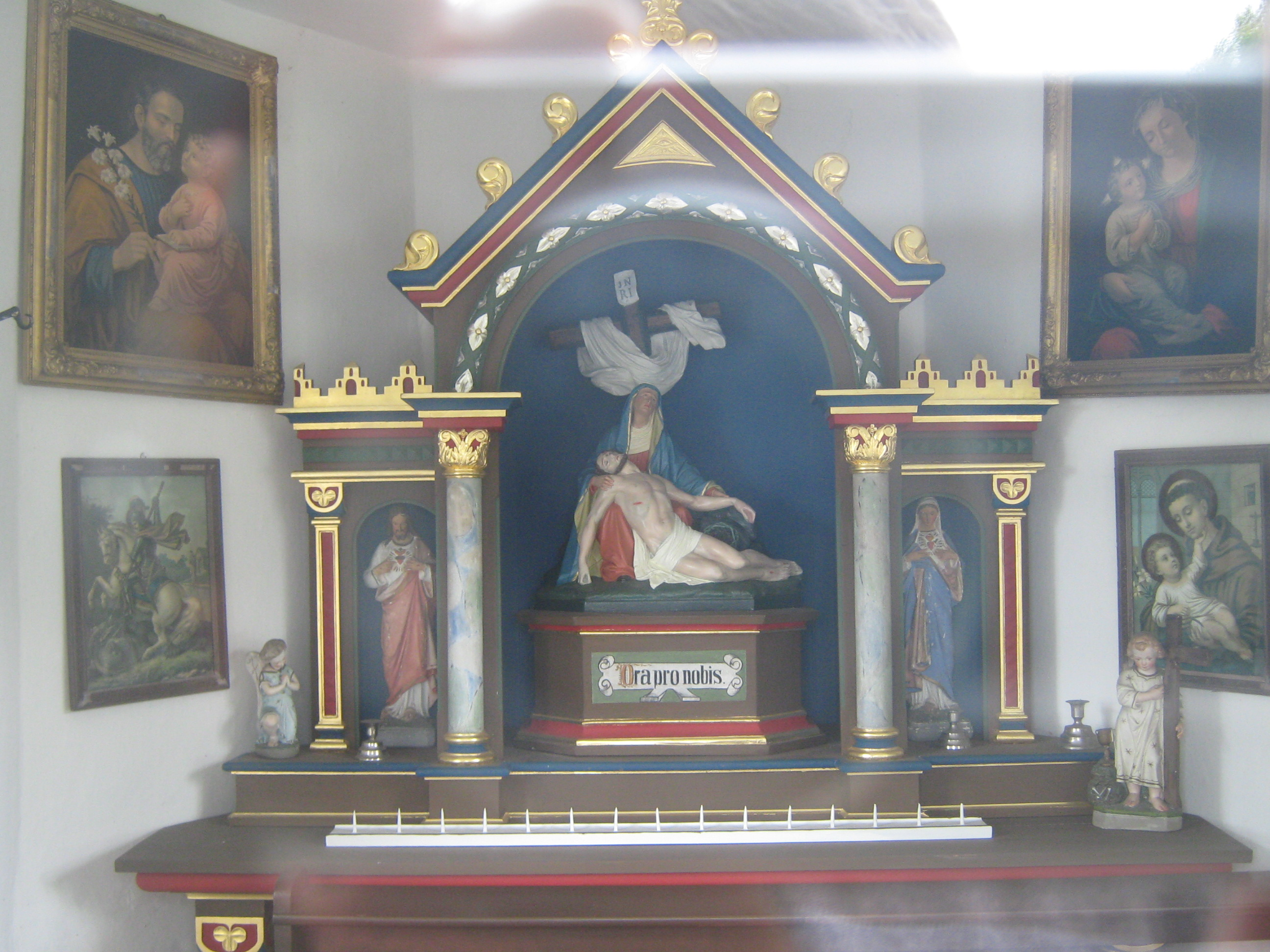
Innenansicht